# ムスタファ・サリフ
ムスタファ・サリフ（Moustapha Salifou, 1983年6月1日 - ）は、トーゴ・ロメ出身の同国代表サッカー選手。テュルクスポル・アウクスブルク1972所属。ポジションはミッドフィールダー。

## 経歴

### クラブ
トーゴ出身ではあるが、プロサッカー選手としてのキャリアはドイツから始まる。2002年にトーゴのサッカー選手育成機関からSCロートヴァイス・オーバーハウゼンへと入団を果たし、司令塔としてプレーする。
2005-2006シーズンにはフランスリーグ・ドゥ（2部）に所属していたスタッド・ブレスト29へと引き抜かれるも、チームの戦術に馴染めず僅か7試合の出場と物足りない結果となる。結果的にフランスリーグ挑戦は1シーズンで幕を閉じ、スイス・チャレンジリーグ（2部）へと籍を移すこととなる。
スイスでは、得点こそ少ないものの司令塔としてチームの核となり活躍を見せ、これがプレミアリーグのアストン・ヴィラFCの関係者の目に止まる。2007年8月に練習生としてチームのトレーニングに参加、マーティン・オニール監督のお墨付きを得た上で2007年8月31日、移籍期間ギリギリでのアストン･ヴィラとの契約に漕ぎ着ける。
しかしながらイギリスの労働ビザ取得に遅れが生じ、しばらくは古巣であるFCヴィル1900での練習を余儀なくされた。そして、ビザの問題も解決され10月18日にチームへの合流を果たすと、いきなりリザーブリーグのチェルシーFC戦に出場して2ゴールを上げる活躍を見せる。これをきっかけにトップチームへの加入を果たしたのである。

### 代表
トーゴ代表選手としては、まだプロデビューを果たしていなかった2000年に初招集を受けた。チームの司令塔として君臨し、絶対的な存在として2006 FIFAワールドカップに出場した。強豪国のスイスやフランス、韓国と同じグループで最下位という結果であったが、初出場のチームを牽引した。

## 代表歴

### 出場大会
- トーゴ代表
  - 2006 FIFAワールドカップ

### 試合数
- 国際Aマッチ 76試合 8得点（2000年-2013年）[2]

| トーゴ代表 | 国際Aマッチ | 国際Aマッチ |
| 年         | 出場        | 得点        |
| ---------- | ----------- | ----------- |
| 2000       | 5           | 1           |
| 2001       | 10          | 2           |
| 2002       | 1           | 0           |
| 2003       | 3           | 1           |
| 2004       | 3           | 0           |
| 2005       | 5           | 1           |
| 2006       | 12          | 0           |
| 2007       | 4           | 0           |
| 2008       | 5           | 1           |
| 2009       | 6           | 1           |
| 2010       | 5           | 0           |
| 2011       | 1           | 0           |
| 2012       | 9           | 0           |
| 2013       | 7           | 1           |
| 通算       | 76          | 8           |